# Gynandromyia fumigatum
Gynandromyia fumigatum là một loài ruồi trong họ Tachinidae.